# Университарио
«Университа́рио» (исп. Club Universitario de Deportes) — перуанский футбольный клуб из города Лима. Один из самых популярных и самый титулованный на внутренней арене Перу. Один из двух перуанских клубов, доходивших до финала главного южноамериканского клубного турнира, Кубка Либертадорес.

## История
«Университарио» был основан 7 августа 1924 года преподавателями и студентами Национального университета Сан-Маркос под названием Federación Universitaria. С 1928 года команда неизменно участвует в высшем дивизионе чемпионата Перу. Тогда же началось самое знаменитое противостояние перуанского футбола — против клуба «Альянса Лима». С 1931 года клуб носит нынешнее название.
«Университарио» — один из двух самых популярных клубов страны наряду с «Альянсой», и спор по поводу того, какая из этих команд более популярна, также подогревает интерес во время дерби двух команд.
«Университарио» — рекордсмен страны по количеству выигранных титулов чемпионов Перу. Также «Университарио» стал первым клубом своей страны, которому удалось дойти до финала самого престижного клубного турнира Южной Америки — Кубка Либертадорес.
С 2000 года «Университарио» выступает на крупнейшем стадионе страны «Монументале», вмещающем 80 093 зрителей.
По версии МФФИИС, «Университарио» — лучший клуб Перу и 28-й клуб Южной Америки XX века.

## Достижения
- Чемпион Перу (28): 1929, 1934, 1939, 1941, 1945, 1946, 1949, 1959, 1960, 1964, 1966, 1967, 1969, 1971, 1974, 1982, 1985, 1987, 1990, 1992, 1993, 1998, 1999, 2000, 2009, 2013, 2023, 2024
- Вице-чемпион Перу (15): 1928, 1932, 1933, 1940, 1955, 1965, 1970, 1972, 1978, 1984, 1988, 1995, 2002, 2008, 2020
- Финалист Кубка Либертадорес (1): 1972

Молодёжь
- Обладатель Молодёжного Кубка Либертадорес (1): 2011